# Micromus nigrifrons
Micromus nigrifrons är en insektsart som beskrevs av Banks 1937. Micromus nigrifrons ingår i släktet Micromus och familjen florsländor. Inga underarter finns listade i Catalogue of Life.